# (10839) Hufeland
(10839) Hufeland est un astéroïde de la ceinture principale.

## Description
(10839) Hufeland est un astéroïde de la ceinture principale. Il fut découvert le 3 avril 1994 à Tautenburg par Freimut Börngen. Il présente une orbite caractérisée par un demi-grand axe de 2,70 UA, une excentricité de 0,21 et une inclinaison de 10,4° par rapport à l'écliptique.

## Compléments